# Giambattista Spada
Giambattista Spada ou Giovanni Battista Spada (28 de agosto de 1597 - 23 de janeiro de 1675) foi um prelado e cardeal católico romano.

## Biografia
O Cardeal Giambattista Spada nasceu em Lyon, filho de Orazio Spada e Caterina Cenami, uma família patrícia originária de Luca. Além dele, outros três homens da família foram cardeais: era sobrinho deBernardino Spada, tio de Fabrizio Spada e tio-avô de Orazio Filippo Spada.
Quando era muito jovem, foi para Roma para ser educado por seu tio Giambattista Spada, advogado consistorial. Com isso, construiu uma sólida carreira na Corte papal. Tornou-se advogado consistorial em 1618; advogado da Câmara Apostólica, e del Fisco, como coadjutor de seu tio em 1622; referendário dos Tribunais da Assinatura Apostólica da Justiça e da Graça, em 12 de janeiro de 1624; secretário da Sagrada Congregação do Bom Governo, 1624-1629; relator da Sagrada Congregação da Sagrada Consulta em 1627 e secretário em 1629; secretário da Sagrada Congregação da Saúde em 1630. Foi Governador de Roma de 13 de janeiro de 1635 até 16 de setembro de 1643; retomou o cargo em 22 de dezembro de 1643 devido à ausência de seu sucessor Monsenhor Francesco Vitelli. Cônego da basílica patriarcal do Vaticano.
Spada foi nomeado pelo Papa Urbano VIII como Patriarca Titular de Constantinopla em 3 de agosto de 1643, recebendo a consagração episcopal no dia 23 de agosto, na Igreja de Santa Maria em Vallicella em Roma, através do cardeal Marcantonio Franciotti, bispo de Lucca, com Ranuccio Scotti Douglas, bispo de Borgo San Donnino, e Giovanni Battista Scanaroli, bispo titular de Sidon, servindo como co-consagradores. Foi nomeado Assistente do Trono Pontifício em 24 de outubro de 1643. Secretário de Estado do Papa Urbano VIII, entre 1643-1644, substituindo o Cardeal Francesco Adriano Ceva. No pontificado do Papa Inocêncio X, foi consultor da Sagrada Congregação da Inquisição Romana e Universal, eleitor do Tribunal da Assinatura Apostólica da Graça, reitor da Universidade La Sapienza. Também foi Presidente da província da Romagna no final de 1644.
Foi elevado a cardeal pelo Papa Inocêncio X aos 2 de março de 1654, com dispensa por ter um tio no Colégio dos Cardeais. Foi instalado no dia 23 do mesmo mês, como cardeal-presbítero de Santa Susana. Nomeado legado papal em Ferrara por um triênio, a partir de 22 de junho de 1654. Participou do conclave de 1655, que elegeu o Papa Alexandre VII. Optou pelo título de São Marcelo em 27 de janeiro de 1659 e por fim pelo título de São Crisógono em 25 de setembro de 1673. Camerlengo do Colégio dos Cardeais, de 11 de janeiro de 1666 até janeiro de 1667. Também participou do conclave de 1667, que elegeu o Papa Clemente IX, e do conclave de 1669-1670, que elegeu o Papa Clemente X.
Cardeal Spada faleceu em Roma e foi sepultado na Igreja de Santa Croce dei Lucchesi.

## Sucessão episcopal
| Sucessão episcopal de Giambattista Spada |
| --- |
| Enquanto bispo, foi o consagrador principal de: - Francesco Antonio De Luca, Bispo de Anglona-Tursi (1654); - Carlo Pio di Savoia, bispo de Ferrara (1655); - Paolo Suardo, Arcebispo de Sorrento (1659); - Anselmo Dandini, Bispo de Cervia (1662); - Carlo Spinola, Arcebispo de Rossano (1664); - Fábio Guinigi, Arcebispo de Ravena (1674); - Vincenzo Bonifacio, Bispo Titular de Famagusta (1674); e co-consagrante principal de: - Ercole Coppola, Bispo de Nicotera (1651); - Girolamo Buonvisi, Arcebispo Titular de Laodicéia na Frígia (1651); - Gabriel Ortiz de Orbé, Bispo de Gaeta (1651); - Alessandro Argoli, bispo de Veroli (1651); - Giovanni Alfonso Puccinelli, Arcebispo de Manfredonia (1652); - Giuseppe Boncore, bispo de Lavello (1652); - Alfonso Michele Litta, arcebispo de Milão (1652); - Marcello Santacroce, Bispo de Tivoli (1652); - Gerolamo Bollini, Bispo de Isernia (1653); - Giovanni Granafei, Bispo de Alessano (1653); - Marzio Ginetti, cardeal-bispo de Albano (1653); - Annibale Sillano, Bispo de Castro di Puglia (1653). |